# Kostel svatého Havla (Bílý Kostelec)
Barokní kostel svatého Havla v Bílém Kostelci na Litoměřicku pochází z roku 1733. Je už jen ruinou bez střechy, v jejíž lodi rostou stromy. Kostel, který je obklopen zarostlým hřbitovem, je dosud chráněn jako kulturní památka České republiky. Památkové ochrany požívá i v katastru nemovitostí nezapsaná polodřevěná zvonice.

## Historie
Kostel sv. Havla nechala v roce 1733 vybudovat hraběnka Anna Kateřina Šporková (1689–1754). Kostel byl zpočátku farní, již v roce 1789 však Josef II. jmenoval prvního faráře nově založené blízké farnosti Konojedy Raymunda Weignera a na farní povýšil místní kostel. Kostel sv. Havla byl od té doby již pouze filiální a pravidelné bohoslužby v něm skončily. Kostelečtí farníci jej nicméně užívali až do roku 1945. Pak kostel již jen chátral a v 70. letech se mu propadla střecha.
Náklady na rekonstrukci odhadl v roce 2014 pro Deník technik litoměřické diecéze Ivo Fiedler na dvacet milionů korun. Farnost Konojedy tedy sepsala prohlášení o opuštění majetku, na jehož základě měl majetek přejít na stát, konkrétně na Úřad pro zastupování státu ve věcech majetkových. Katastrální úřad ale převod odmítl zapsat. Farnost podala žalobu, ve které uvedla, že zchátralý kostel již 70 let neslouží svému účelu. Krajský soud v Ústí nad Labem žalobu zamítl s tím, že vlastník kulturní památky má povinnost o ni na vlastní náklady pečovat a udržovat ji v dobrém stavu. Pokud tak nečiní a chce obejít zákon tím, že majetek účelově opustí, je takové chování v rozporu s dobrými mravy. Soud poukázal i na to, že kostel nebyl předmětem restitucí, ale farnost jej vlastnila nepřetržitě.
Od roku 2019 je vlastníkem kostela s pozemkem město Úštěk, s nímž se církev dohodla na bezúplatném převodu.

## Duchovní správci
Duchovní správci kostela jsou uvedeni na stránce: Římskokatolická farnost Konojedy.